# 大宜味朝徳

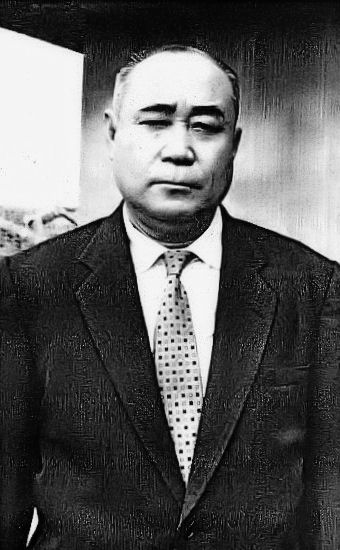
大宜味朝徳

大宜味 朝徳（おおぎみ ちょうとく、1897年（明治30年）5月18日 - 1977年（昭和52年）10月17日）は、沖縄県出身の実業家、政治家。第一次沖縄社会党および琉球国民党などを組織し、琉球独立論を唱えた。

## 生涯

### 前半生
美里村泡瀬（現・沖縄市）に生まれる。沖縄県立農林学校を卒業後、近衛師団に入隊する。除隊後、地方紙記者を数社経験し、1929年につる子と結婚した。以後、つる子は経済面で大宜味を支えることになる。

### 海外研究所とパラオ移住
大宜味は「海外研究所」を創立すると、ハワイやペルーなどを訪ね、海外に移住した沖縄同胞の実態を調査して移民奨励運動を行い、自身も1940年（昭和15年）にパラオに移住し、農場の経営に乗り出した。同地ではパラオ大政翼賛会青年部長を務めたが、軍とトラブルになったことから「国」や「軍」に不信感を抱くようになった。1945年（昭和20年）、南洋より引き揚げ、故郷の泡瀬に戻った。

### 戦後の活動

#### 沖縄民主同盟に参加
沖縄地域がアメリカ施政権下に入った後の1947年5月5日に、知念村で開かれた戦後沖縄初の政治集会である「沖縄建設懇談会」では、大宜味は沖縄民政府批判の口火を切り、同年6月15日には仲宗根源和らとともに石川市で戦後の沖縄最初の政党である沖縄民主同盟の設立に参加し、常任中央委員となる。

#### 沖縄社会党（第一次）結成
同年9月10日、美里村で沖縄社会党（第一次）を結成し、10月20日には兼島信栄の琉球社会党と合流して、社会党となる。大宜味率いる社会党は沖縄民主同盟や沖縄人民党とともに知事・議会議員の公選を訴え、また、アメリカの信託統治の下での琉球独立を模索した。山城善光によれば、1949年5月1日以後、社会党・民主同盟・人民党の3党からなる「民族戦線演舌会」が開催されると、那覇市を皮切りに、糸満、石川、名護、本部、今帰仁、大宜味で盛況を収めたという。また、同年12月26日には、三党連絡協議会も開催された。しかし、社会党はこの流れから去ることになる。同年12月30日には民主同盟・人民党の2党代表がジョセフ・R・シーツ軍政長官と会談しているが、社会党は参加していない。社会党は大宜味のワンマン体制であったため大衆から理解が得られず、1952年3月2日の第1回立法院議員総選挙で敗北し、同年4月7日解散した。
なお、沖縄社会党（第一次）は沖縄社会大衆党から分派した沖縄社会党（第二次）と関係はない。

#### 琉球国民党結成
1957年11月に、中国国民党の対琉球工作機関である「琉球中琉文化経済協会」が設立され、琉球銀行総裁の富原守保が会長、大宜味が副会長に就任した。1958年9月16日、B円から米ドルへの通貨切り替えを機に「日本復帰の可能性はなくなった」として新党結成が報じられる。大宜味は、琉球中琉文化経済協会台北連絡辨事処処長として台湾（中華民国）で活動していた喜友名嗣正とともに琉球国民党を結成し、大宜味は総裁、喜友名は副党首兼外交部長となった。党の宣言や綱領には喜友名が起草したものが採用された。同党は反共主義であり、中国国民党からの影響が強かったが、当時は沖縄の日本復帰論が盛んで、大宜味の沖縄独立論は「時代錯誤」と評された。同年12月にはドナルド・P・ブース高等弁務官に対し、「琉球自衛隊設立促進に関する要望書」を提出している。
大宜味はたびたび主張を広告として『琉球新報』に掲載し、1960年10月16日付の同紙には琉球国民党の第5回立法院議員総選挙への立候補者の募集広告が掲載されている。
しかし、大宜味の政見放送について、当時琉球放送に勤めていた川平朝清は、放送倫理規約に抵触するような内容が含まれていたことから「ひどい目にあった」と証言している。
琉球国民党は、1977年に大宜味が死去したことでともに消滅した。

#### 元号廃止を提唱
その他、大宜味は「世界的な琉球」を作るために元号の廃止を提唱した。

## 著書
- 『南洋群島案内』海外研究所 他